# Palacio de justicia de Quebec
El Palacio de justicia de Quebec (en francés: Palais de justice de Québec) es un edificio en la provincia de Quebec al este de Canadá en el cual se localizan los siguientes tribunales:
- El Tribunal de Apelación de Quebec, División de Apelaciones de Quebec
- El Tribunal Superior de Quebec asignado al distrito de Quebec
- El Tribunal de Quebec asignado para el disticto de Quebec
- Sala de lo Civil (incluyendo demandas de menor cuantía)
- Sala de lo Penal y criminal
- Sala Penal

El edificio, construido en 1980 está situado en el bulevar Jean-Lesage en la ciudad baja de Quebec. Anteriormente, el palacio de justicia estaba localizado cerca del Château Frontenac, en la Ciudad Alta, en un edificio construido en el siglo XIX.